# Одрюик (кантон)

Кантон Одрюик в составе округа

Одрюик (фр. d'Audruicq) — упраздненный кантон во Франции, регион Нор-Па-де-Кале, департамент Па-де-Кале. Входил в состав округа Сент-Омер.
В состав кантона входили коммуны (население по данным Национального института статистики Архивировано 16 сентября 2012 года. за 2009 г.):
- Вьей-Эглиз (1 319 чел.)
- Гем (948 чел.)
- Зюткерк (1 709 чел.)
- Норткерк (1 628 чел.)
- Нувель-Эглиз (497 чел.)
- Одрюик (4 741 чел.)
- Оффекерк (1 091 чел.)
- Поленков (763 чел.)
- Рюменган (1 541 чел.)
- Сен-Фолькен (2 238 чел.)
- Сент-Мари-Керк (1 518 чел.)
- Сент-Омер-Капель (1 091 чел.)
- Уа-Плаж (5 475 чел.)

## Экономика
Структура занятости населения :
- сельское хозяйство — 10,7 %
- промышленность — 9,2 %
- строительство — 10,2 %
- торговля, транспорт и сфера услуг — 33,8 %
- государственные и муниципальные службы — 36,0 %

## Политика
На президентских выборах 2012 г. жители кантона отдали в 1-м туре Марин Ле Пен 28,2 % голосов против 26,0 % у Франсуа Олланду и 24,4 % у Николя Саркози, во 2-м туре в кантоне победил Саркози, получивший 50,3 % голосов (2007 г. 1 тур: Саркози — 26,9 %, Сеголен Руаяль — 21,2 %; 2 тур: Руаяль — 53,0 %). На выборах в Национальное собрание в 2012 г. по 7-му избирательному округу департамента Па-де-Кале они поддержали кандидата Социалистической партии Яна Капе, набравшего 40,5 % голосов в 1-м туре и 54,8 % — во 2-м туре. (2007 г. Наташа Бушар (СНД): 1-й тур — 38,4 %, 2-й тур — 52,3 %). На региональных выборах 2010 года в 1-м туре победил список социалистов, собравший 29,4 % голосов против 24,0 % у Национального фронта и 20,7 % у списка «правых». Во 2-м туре единый «левый список» с участием социалистов, коммунистов и «зелёных» во главе с Президентом регионального совета Нор-Па-де-Кале Даниэлем Першероном получил 45,1 % голосов, Национальный фронт Марин Ле Пен занял второе место с 27,9 %, а «правый» список во главе с сенатором Валери Летар с 27,0 % финишировал третьим.
|  | Кандидат       | Партия                    | % голосов |
|  | -------------- | ------------------------- | --------- |
|  | Оливье Мажевич | Социалистическая партия   | 56,31     |
|  | Оливье Планк   | Союз за народное движение | 43,69     |

|  | Кандидат       | Партия                  | % голосов |
|  | -------------- | ----------------------- | --------- |
|  | Оливье Мажевич | Социалистическая партия | 54,96     |
|  | Луи Ришеб      | Левые партии            | 45,04     |